# Tavoletta di Biccherna

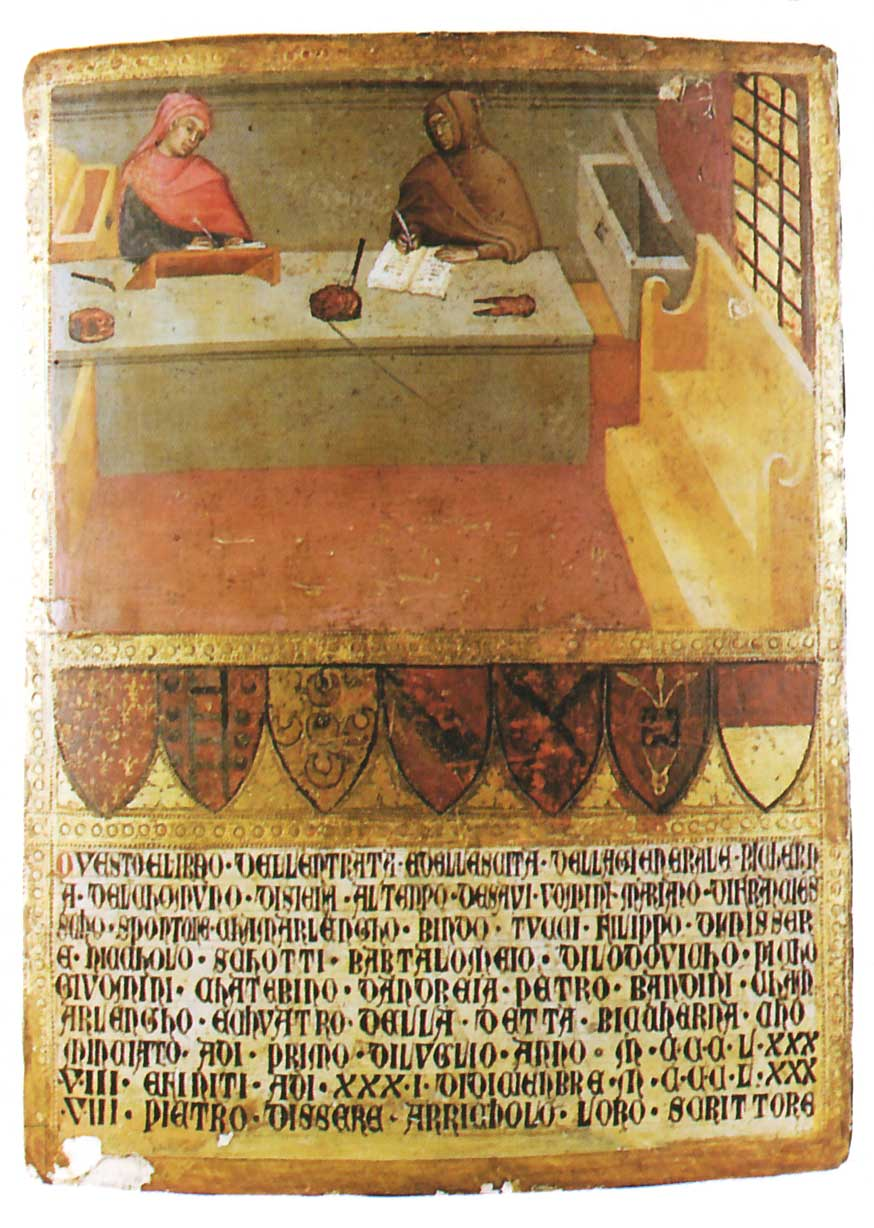
Tavoletta (Taddeo di Bartolo ?) de 1388.

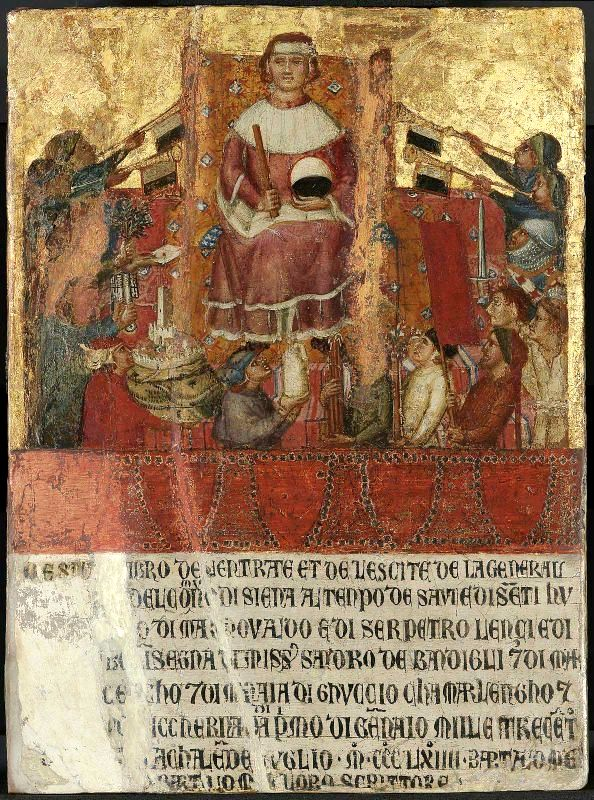
Tavoletta de Lippo Vanni.

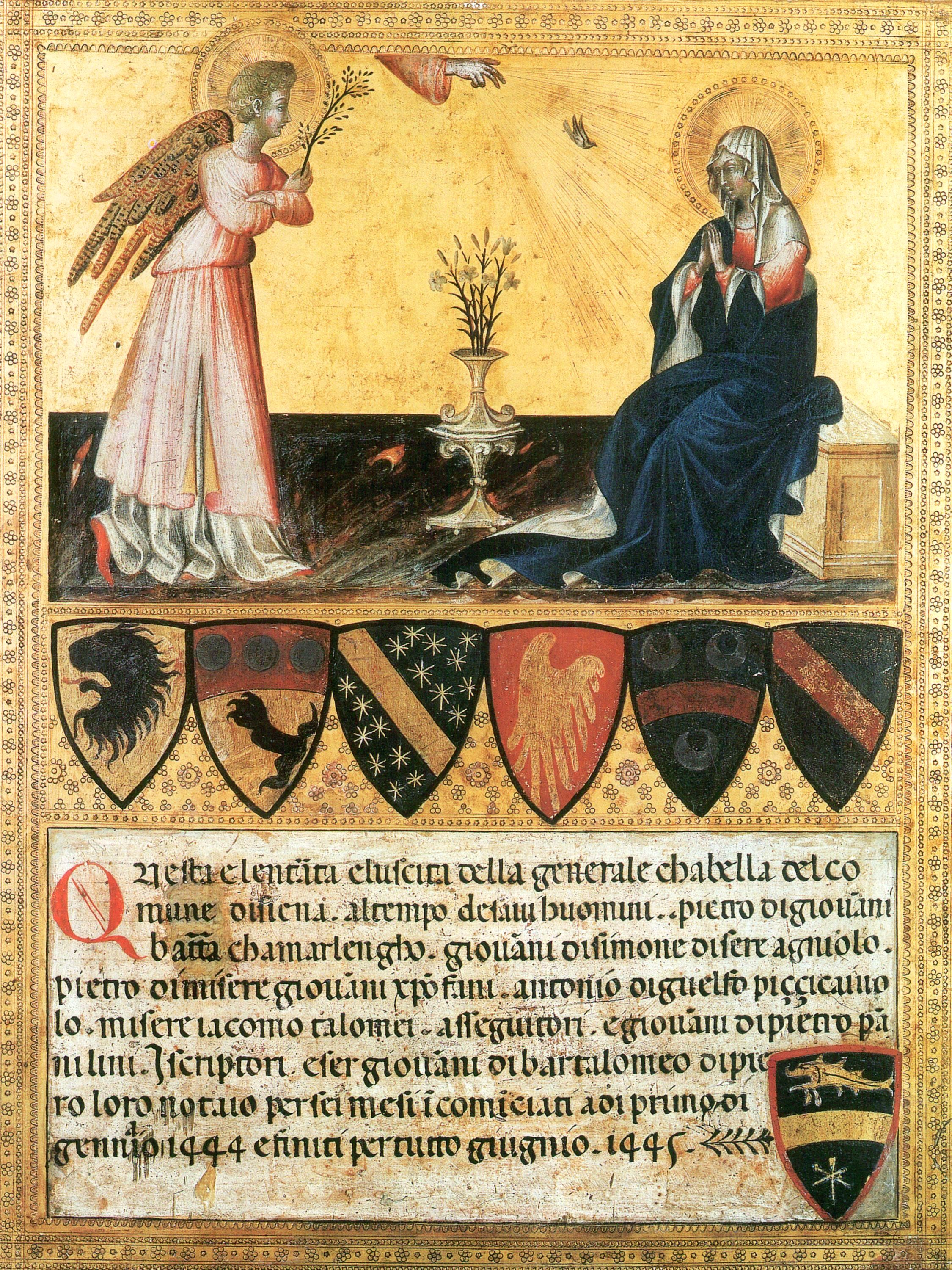
L'Annonciation sur une tablette de Giovanni di Paolo.

La tavoletta di Biccherna  désigne la couverture  peinte des registres de la Biccherna, la principale magistrature financière de la ville de Sienne de 1257 à 1786.

## Des registres devenus des œuvres d'art
Les registres semestriels de la Biccherna, bilans administratifs et livres de comptes de cette même magistrature (avec la Gabella), sont constitués de  manuscrits d'une même période rassemblés  et  protégés par des couvertures en   tablettes de bois qui, au fil des exercices, ont été de plus en plus peintes :
Au début simplement titrées sur l'exercice considéré, quelquefois marquées du blason d'un administrateur noble, les tavolette ont comporté ensuite  la représentation peinte du camerlingue à sa table traitant les comptes, puis aux XIIIe et XIVe siècles des scènes religieuses ou profanes, des scènes de la vie siennoise. Des peintres anonymes maîtrisant la miniature ainsi que les meilleurs peintres siennois ont exécuté ces illustrations peintes.
Le premier date du deuxième semestre 1258 et sa tavoletta représente le portrait du camerlingue Ugo, moine de  l'abbaye de San Galgano, examinant ses livres comptables posés sur un bureau ; une autre de 1440, un maçon construisant le mur d'enceinte d'une forteresse ; une de 1467 représente la Vierge Marie protégeant la ville de Sienne  lors d'un tremblement de terre, les citoyens s'abritant sous des  tentes dressées en dehors des remparts de la ville.
Les autres grandes  institutions et organisations indépendantes de la cité ont ensuite adopté le même principe (l'Opera Metropolitana del Duomo, l'hôpital Santa Maria della Scala et l'université).
Aujourd'hui une centaine (105) de  biccherne sont conservées (exposées et visibles) dans les archives de l'état siennois (Archivio di Stato di Siena) situées dans le Palazzo Piccolomini près du Campo, toutes documentées par Enzo Carli.
Le reste est éparpillé dans diverses collections du monde, à  Londres, Berlin, Budapest, New York.

### Auteurs detavolette di  Biccherna
- Gilio di Pietro : Frère Ugo, moine de San Galgano, camerlingue (1258)[4],[5].
- Dietisalvi di Speme, qui en aurait peint 56 dont il en reste seulement quatre (vers 1270) dont Le camerlingue Ranieri Pagliaresi, no 4 de la collection des archives de l'État de Sienne.
- Duccio di Buoninsegna à qui l'historien de l'art Enzo Carli, devenu spécialiste de cette forme d'art, a pu attribuer  une des tavolette datant de 1278.
- Guido di Graziano : Don Guido, moine de San Galgano, camerlingue (1278)[6],[7].
- Massarello di Giglio : Blasons des trois exécuteurs (1291)[8].
- Vigoroso da Siena (1er semestre 1293).
- Segna di Bonaventura, une tablette (1306).
- Bartolomeo Bulgarini : Le Camerlingue et le scripteur dans leur office (1353), 24 × 26 cm[9].
- Ugolino Lorenzetti, une tablette de 1353.
- Lippo Vanni : La tavoletta di gabella en (1364 - conservée au Museum of Fine Arts  de Boston)
- Taddeo di Bartolo ? : Le Camerlingue et le scripteur dans leur office[10],[1].
- Giovanni di Paolo :  La tavoletta di gabella (1445), pinacothèque du Vatican, Inv. 40131.
- Guidoccio Cozzarelli : Le Retour des Noveschi à Sienne (1448)[11].
- Pellegrino di Mariano : L'Annonciation entre saint Bernard et le pape Calixte III, avec les enfants qui prient contre le Turc, 43 × 31 cm[12].
- Lorenzo di Pietro dit Il Vecchietta : Le Couronnement du pape Pie II (1458).
- Francesco di Giorgio Martini :
  - Pie II impose le chapeau de cardinal à son neveu (1460),
  - La Vierge protège Sienne pendant les tremblements de terre (Madonna del Terremoto) (1467), tablette de peuplier de 53 × 41 cm[13],[14].
- Benvenuto di Giovanni :  Le Finanze del Comune in Tempo di Pace e in Tempo di Guerra (1468)[15],[16],[14].
- Sano di Pietro :  
  - Le camerlingue s'en lave les mains pendant que la Vierge protège Sienne  (1451) ; tablette de peuplier de 51 × 33 cm[17],[18], attribuée par Bernard Berenson.
  - La sapienza emanata da Dio (1471) ; tablette de peuplier de 40 × 31 cm, peinte en tempera et or sur incises[19],[20].
  - Mariage patricien (scena di 'nozze gentilizie' di nobili senesi) (1473) ; tablette de peuplier de 53 × 38 cm, peinte en tempera et or sur incises[21],[22].
- Guidoccio Cozzarelli : Le Retour des Noveschi à Sienne (1448)
- Neroccio di Bartolomeo de' Landi (1447-1500): 
  - La Vierge recommande la ville de Sienne à Jésus (La Vergine raccomanda la cittá di Siena a Gesú ) (1480); tablette de bois de 54 × 38 cm, peinte en tempera.
- Ventura Salimbeni (1568-1613) :  Mariage de Ferdinand Ier de Médicis avec Christine de Lorraine et Baptême de Cosme II de Médicis, fils du gand-duc Ferdinand.
- Peintres siennois anonymes : 
  - Tournoi sur le Campo de Sienne en l'honneur de Ferdinand Ier de Médicis (1571).
  - Muratore al  lavoro in una fortezza (1440)[23]
  - Une scène  de signature avec notables, Vierge en mandorle et saints latéraux (1551-1552), taille : 48,5 × 30,5 cm, Rijksmuseum Amsterdam, inv. no SK-C-3429

### Typologie destavolette
- Représentations du camerlingue - exemple : Le Camerlingue Ildebrandino Pagliaresi (1264), Le Camerlingue Don Niccolo (1329), encore exposé à l'abbaye de San Galgano.
- Scènes religieuses - exemple :  Pie II impose le chapeau de cardinal à son neveu  (1460), no 51
- Scènes profanes - exemple :   Maçon au travail dans une forteresse (1440), no 88
- Événements historiques vécus par la cité - exemple : Le Retour des Noveschi à Sienne (1448)
- Événements naturels vécus par la cité - exemple : La Vierge protège Sienne pendant les tremblements de terre (1467)

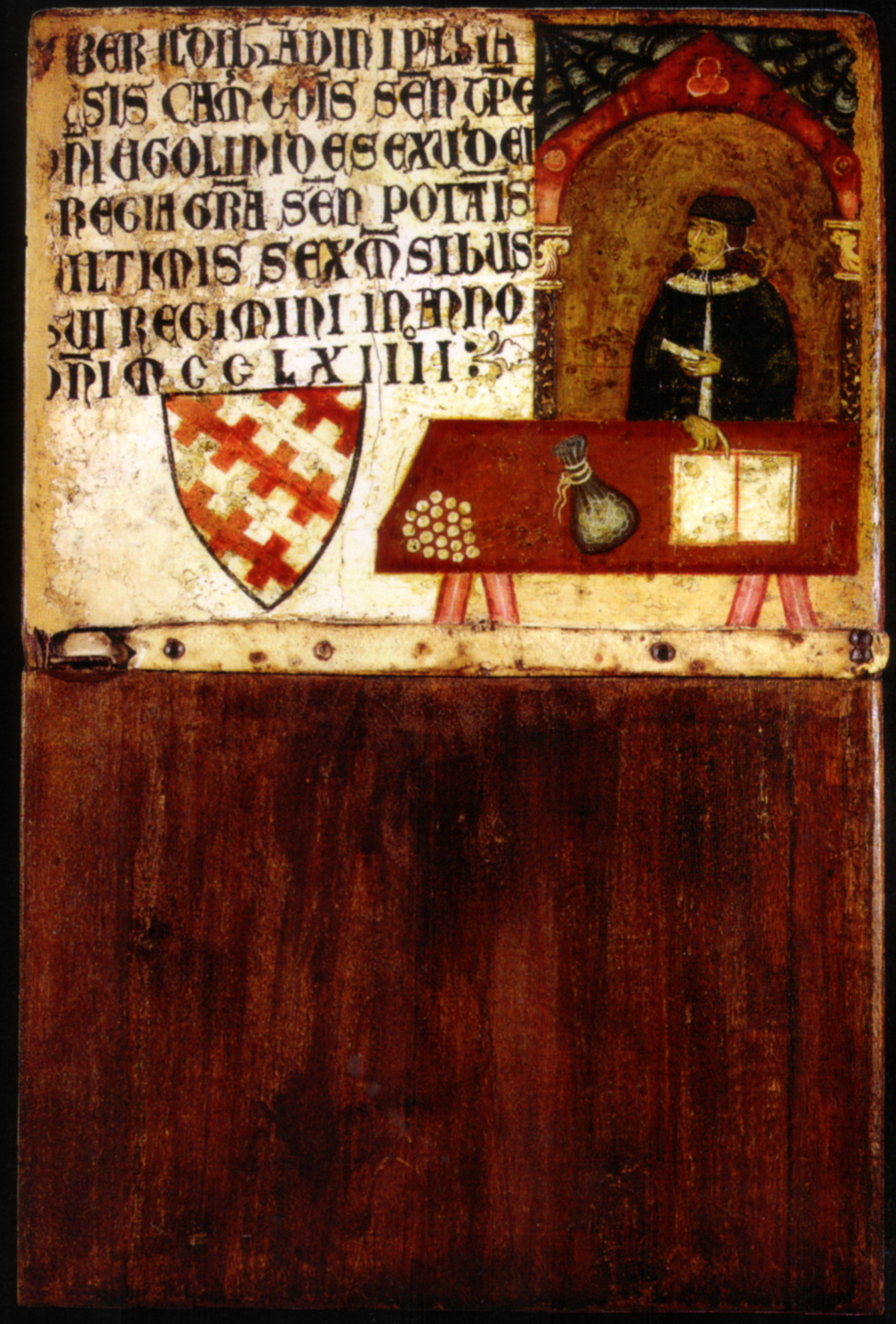
Le Camerlingue Ildebrandino Pagliaresi
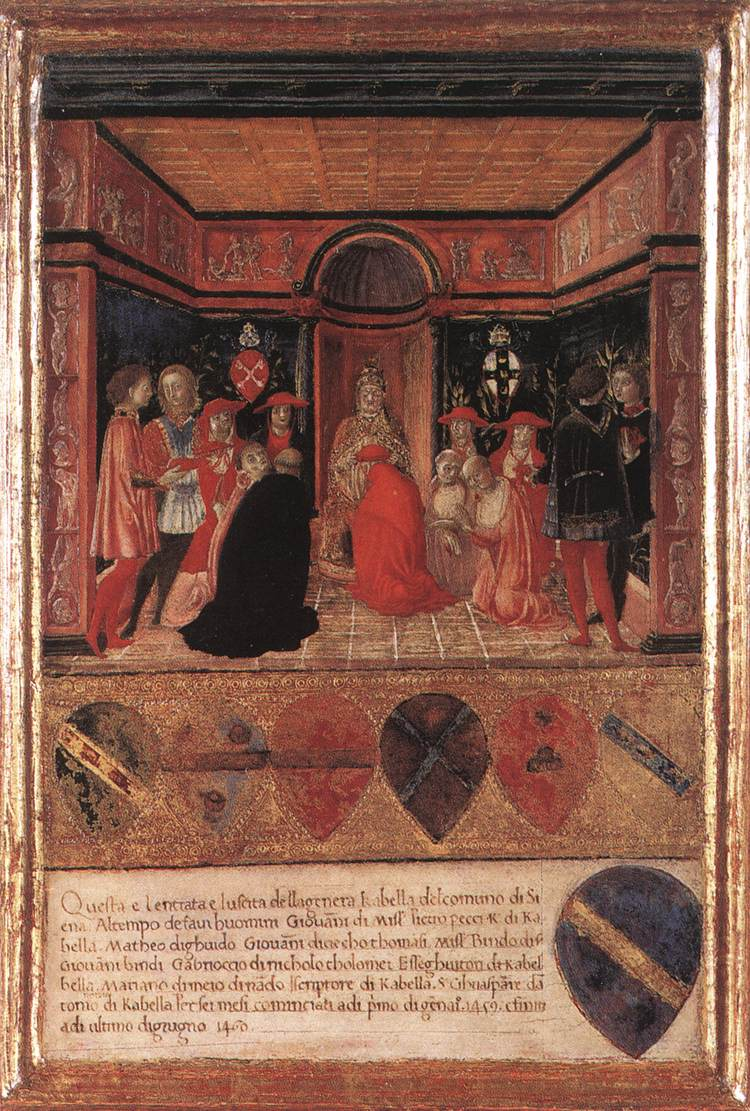
Pie II impose le chapeau de cardinal à son neveu
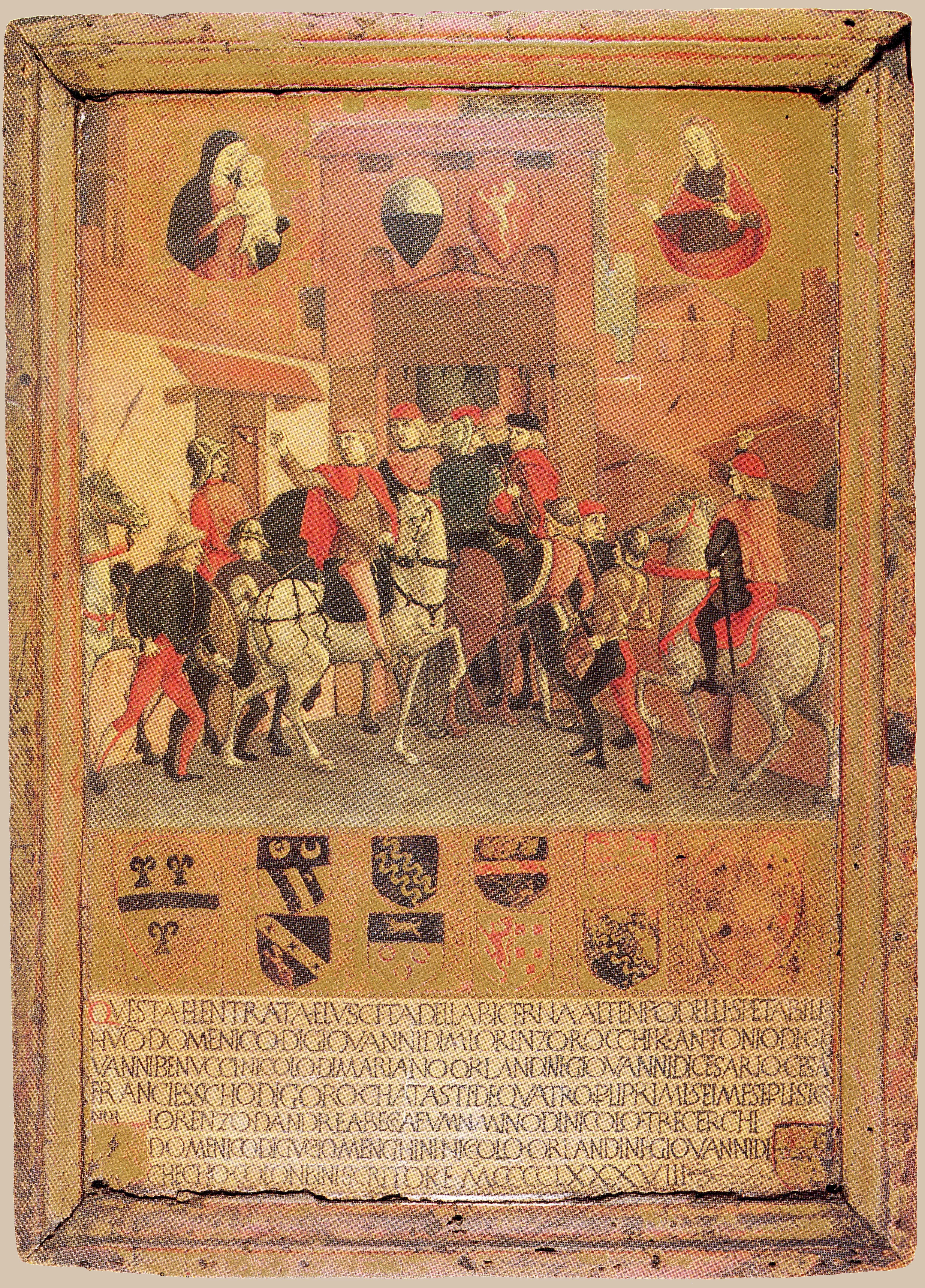
Le Retour des Noveschi à Sienne
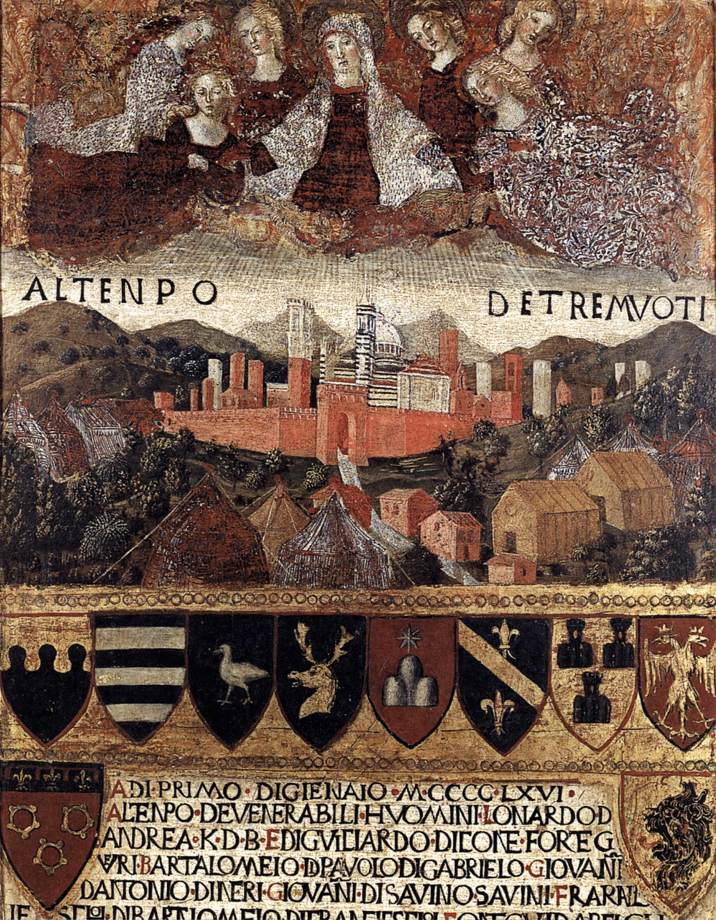
La Vierge protège Sienne pendant les tremblements de terre

## Sources
- (it) Cet article est partiellement ou en totalité issu de l’article de Wikipédia en italien intitulé « Biccherna » (voir la liste des auteurs).
- Inventaire d'Enzo Carli
- Plaquette officielle des Archivio di Stato, Siena, Museo delle Biccherne (ISSN 1592-2111), BetaGamma ed., 2001.